# 北海道道1076号利尻富士利尻自行车道线
北海道道1076号利尻富士利尻自行车道线（日语：北海道道1076号利尻富士利尻自転車道線）是一条连接北海道利尻郡利尻富士町和利尻町的普通道级道路（北海道道）。自行车步行者专用道路（Cycling Road）在冬季積雪期禁止通行。

## 道路概况
- 起点：北海道利尻郡利尻富士町鴛泊
- 終点：北海道利尻郡利尻町沓形
- 总距离：24.9千米

## 经过的自治体
- 宗谷综合振兴局
  - 利尻郡
    - 利尻富士町
    - 利尻町

## 主要连接道路
- 北海道道108号沓形仙法志鸳泊线（起点）
- 北海道道105号利尻富士利尻线（利尻富士町鴛泊 - 利尻富士町鴛泊）：重複
- 北海道道856号本泊利尻空港线（利尻富士町鴛泊）
- 北海道道105号利尻富士利尻线（利尻町沓形）

## 历史
- 1987年（昭和62年）10月2日 - 作为北海道道1076号东利尻利尻自行车道线路線勘定（北海道告示第1724号）
- 1990年（平成2年）9月30日 - 随着东利尻町改称为利尻富士町，路名也变更为现路名。（北海道告示第1353号）

## 沿線
- 野塚駐輪・駐車公園
- 富士見休憩所
- 富士岬駐輪公園
- 大磯駐輪・駐車公園
- 種富駐輪・駐車公園